# Саутсайд (тауншип, Миннесота)
Саутсайд (англ. Southside) — тауншип в округе Райт, Миннесота, США. На 2000 год его население составило 1576 человек.

## География
По данным Бюро переписи населения США площадь тауншипа составляет 73,5 км², из которых 63,0 км² занимает суша, а 10,5 км² — вода (14,31 %).

## Демография
По данным переписи населения 2000 года здесь находились 1576 человек, 592 домохозяйства и 448 семей.  Плотность населения —  25,0 чел./км².  На территории тауншипа расположено 1155 построек со средней плотностью 18,3 построек на один квадратный километр. Расовый состав населения: 99,37 % белых, 0,13 % афроамериканцев, 0,06 % коренных американцев, 0,13 % азиатов, 0,06 % c Тихоокеанских островов, 0,13 % — других рас США и 0,13 % приходится на две или более других рас. Испанцы или латиноамериканцы любой расы составляли 1,14 % от популяции тауншипа.
Из 592 домохозяйств в 32,4 % воспитывались дети до 18 лет, в 69,1 % проживали супружеские пары, в 3,7 % проживали незамужние женщины и в 24,2 % домохозяйств проживали несемейные люди. 19,1 % домохозяйств состояли из одного человека, при том 6,8 % из — одиноких пожилых людей старше 65 лет. Средний размер домохозяйства — 2,66, а семьи — 3,06 человека.
26,8 % населения младше 18 лет, 5,4 % в возрасте от 18 до 24 лет, 28,2 % от 25 до 44, 25,8 % от 45 до 64 и 13,8 % старше 65 лет. Средний возраст — 40 лет. На каждые 100 женщин приходилось 108,5 мужчин.  На каждые 100 женщин старше 18 приходилось 110,4 мужчин.
Средний годовой доход домохозяйства составлял 51 875 долларов, а средний годовой доход семьи —  60 375 долларов. Средний доход мужчин —  44 276  долларов, в то время как у женщин — 26 938. Доход на душу населения составил 23 607 долларов. За чертой бедности находились 3,2 % семей и 4,7 % всего населения тауншипа, из которых 5,1 % младше 18 и 4,0 % старше 65 лет.